# Chuxiong
Chuxiong  (en chino, 楚雄; pinyin, Chǔxióng léase Chu-Sióng) es un municipio bajo la administración directa de la prefectura homónima en el corazón geográfico de la provincia de Yunnan, República Popular China. Se ubica en la meseta Yunnan-Guizhou a orillas del río Jinsha, un tributario del Yangtsé. Su área es de 4434 km² su población total para 2020 superó los 630 mil habitantes.

## Toponimia
En la dinastía Jin Occidental mientras se exploraba esta región, en el 342 AD, el líder Cuan Wei Chu tomo tanto poder que construyó una ciudad y vivió allí, por eso la llamó "Wei Chu" (威楚). 
Durante la dinastía Ming (1382) el general Zhao Yong (趙庸) por sus méritos fue llamado marqués Nanxiong (南雄侯). Se tomó un carácter, cada uno de los nombres de las dos personas y se formó un nuevo topónimo llamado Chuxiong.

## Administración
La ciudad de Chuxiong se divide en 15 pueblos:
- 11 poblados: Lùchéng, Dōngguā, lǚhé, Zǐxī, Dōnghuá, Zǐwǔ, Cānglǐng, Sānjiē, Bājiǎo, Zhōngshān y Xīncūn .
- 4 villas: Dàguòkǒu, Dàdìjī, Shùjū, Xīshè lù .

## Geografía
Chuxiong se encuentra en la meseta de Yunnan-Guizhou, el territorio es terreno montañoso al noroeste, bajo al sureste y se inclina de noroeste a sureste. El punto más alto llega a los 2916 metros sobre el nivel del mar, el punto más bajo es marcado por el río Yi a 691 m s. n. m. y su área urbana se eleva  a los 1773 m s. n. m. Hay considerables reservas de carbón, petróleo y gas natural. La agricultura es parte importante de la economía local como la siembra de arroz, trigo, tabaco, entre otros.

## Clima
Al igual como la mayoría de las ciudades de la provincia de Yunnan, Chuxiong tiene un clima monzónico subtropical, la primavera es fresca verano y el invierno húmedo y seco. La temperatura media anual es de 16,5 °C y la precipitación es de unos 850 mm y más del 70% cae de junio a septiembre.
| Parámetros climáticos promedio de Chuxiong (1971−2000) | Parámetros climáticos promedio de Chuxiong (1971−2000) | Parámetros climáticos promedio de Chuxiong (1971−2000) | Parámetros climáticos promedio de Chuxiong (1971−2000) | Parámetros climáticos promedio de Chuxiong (1971−2000) | Parámetros climáticos promedio de Chuxiong (1971−2000) | Parámetros climáticos promedio de Chuxiong (1971−2000) | Parámetros climáticos promedio de Chuxiong (1971−2000) | Parámetros climáticos promedio de Chuxiong (1971−2000) | Parámetros climáticos promedio de Chuxiong (1971−2000) | Parámetros climáticos promedio de Chuxiong (1971−2000) | Parámetros climáticos promedio de Chuxiong (1971−2000) | Parámetros climáticos promedio de Chuxiong (1971−2000) | Parámetros climáticos promedio de Chuxiong (1971−2000) |
| Mes                                                    | Ene.                                                   | Feb.                                                   | Mar.                                                   | Abr.                                                   | May.                                                   | Jun.                                                   | Jul.                                                   | Ago.                                                   | Sep.                                                   | Oct.                                                   | Nov.                                                   | Dic.                                                   | Anual                                                  |
| ------------------------------------------------------ | ------------------------------------------------------ | ------------------------------------------------------ | ------------------------------------------------------ | ------------------------------------------------------ | ------------------------------------------------------ | ------------------------------------------------------ | ------------------------------------------------------ | ------------------------------------------------------ | ------------------------------------------------------ | ------------------------------------------------------ | ------------------------------------------------------ | ------------------------------------------------------ | ------------------------------------------------------ |
| Temp. máx. media (°C)                                  | 16.8                                                   | 18.9                                                   | 22.4                                                   | 25.2                                                   | 26.4                                                   | 26.2                                                   | 25.5                                                   | 25.5                                                   | 24.1                                                   | 22.0                                                   | 18.8                                                   | 16.4                                                   | 22.4                                                   |
| Temp. mín. media (°C)                                  | 1.7                                                    | 3.6                                                    | 7.0                                                    | 11.0                                                   | 15.2                                                   | 17.8                                                   | 17.8                                                   | 17.1                                                   | 15.6                                                   | 12.7                                                   | 7.4                                                    | 2.8                                                    | 10.8                                                   |
| Precipitación total (mm)                               | 12.8                                                   | 12.7                                                   | 14.5                                                   | 18.4                                                   | 69.0                                                   | 139.1                                                  | 190.7                                                  | 167.5                                                  | 126.3                                                  | 67.7                                                   | 36.0                                                   | 8.2                                                    | 862.9                                                  |
| Días de precipitaciones (≥ 0.1 mm)                     | 3.5                                                    | 3.9                                                    | 5.1                                                    | 6.2                                                    | 9.9                                                    | 14.8                                                   | 18.8                                                   | 19.8                                                   | 15.2                                                   | 11.9                                                   | 7.7                                                    | 4.6                                                    | 121.4                                                  |
| Horas de sol                                           | 229.1                                                  | 222.0                                                  | 249.0                                                  | 231.4                                                  | 213.9                                                  | 147.9                                                  | 117.3                                                  | 130.2                                                  | 123.6                                                  | 151.9                                                  | 168.5                                                  | 192.3                                                  | 2177.1                                                 |
| Humedad relativa (%)                                   | 66                                                     | 59                                                     | 53                                                     | 53                                                     | 61                                                     | 73                                                     | 79                                                     | 81                                                     | 81                                                     | 79                                                     | 77                                                     | 75                                                     | 69.8                                                   |
| Fuente: China Meteorological Administration            |                                                        |                                                        |                                                        |                                                        |                                                        |                                                        |                                                        |                                                        |                                                        |                                                        |                                                        |                                                        |                                                        |